# George Westinghouse
George Westinghouse (1846-1914) là doanh nhân, kỹ sư người Mỹ. Ông là một trong những người đi đầu công nghiệp điện thế kỷ 19 và là một trong những người nổi bật trong cuộc cách mạng công nghiệp lần thứ hai. Ông là nhà sáng lập Westinghouse Electric. Ông là một trong những người khuyến khích sử dụng điện xoay chiều vì thấy được khả năng ưu việt của nó. Chính vì điều này mà trong kinh doanh, ông là đối thủ của nhà phát minh vĩ đại Thomas Edison, người ủng hộ việc sử dụng điện một chiều. Cuộc đối đầu giữa họ được gọi bằng cái tên chiến tranh các dòng điện. Ông cũng là người phát minh ra phanh hơi vào năm 1868 có ý nghĩa lớn trong giao thông vận tải, đặc biệt là giao thông đường sắt.